# Faenza
Faenza este un oraș din Italia, la 50 km sud-est de Bologna.Are o populație de 58.393 locuitori.

## Demografie
Faenza - evoluția demografică

|  | Graficele sunt indisponibile din cauza unor probleme tehnice. Mai multe informații se găsesc la Phabricator și la wiki-ul MediaWiki. |

Date: Recensăminte sau birourile de statistică - grafică realizată de Wikipedia

## Economie
Faenza este sediul echipei Formula 1, Scuderia Toro Rosso.

### Arta artizanală
Faianță tipică din Faenza:

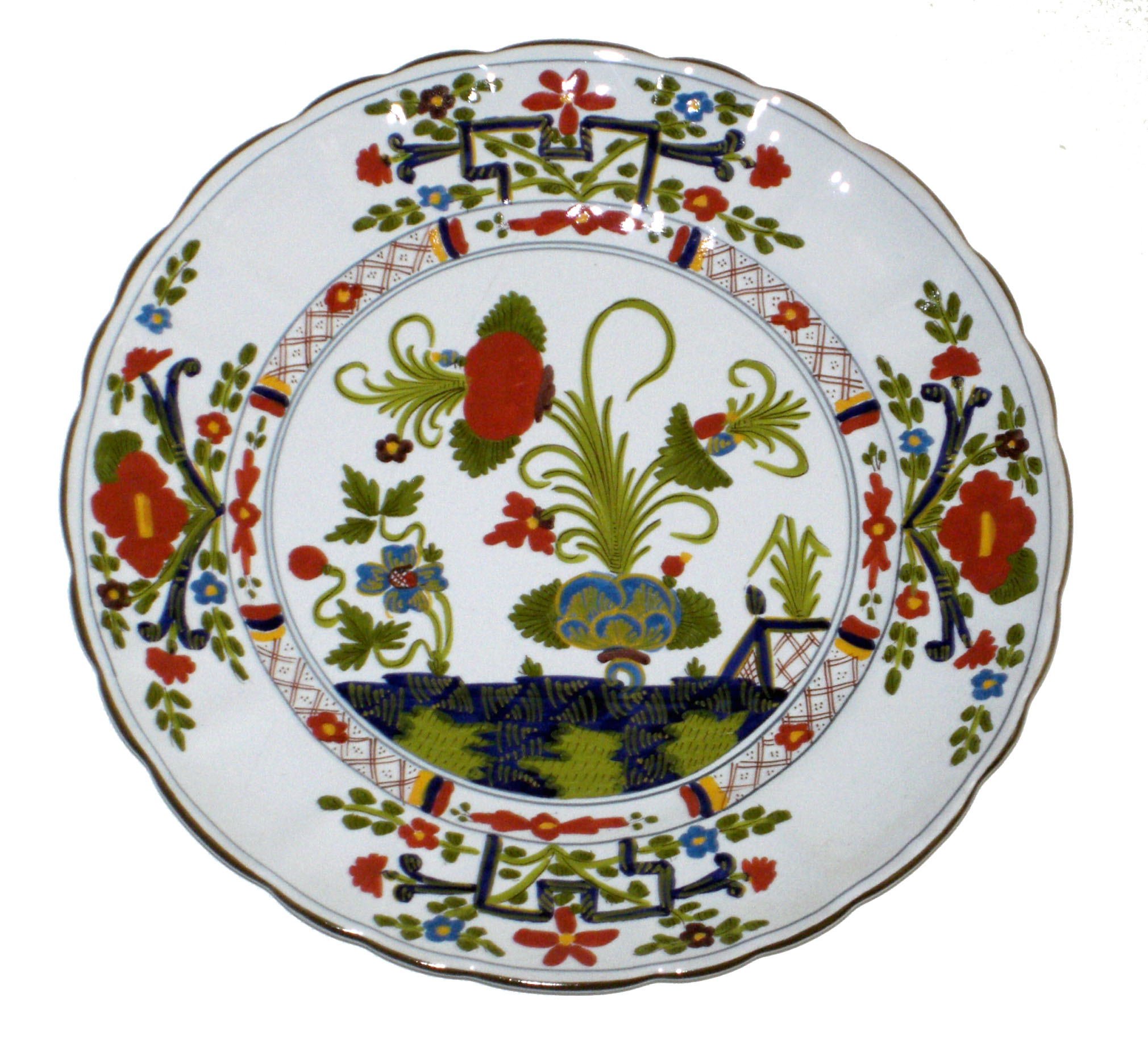
Farfurie în stil Garofano (garoafă)
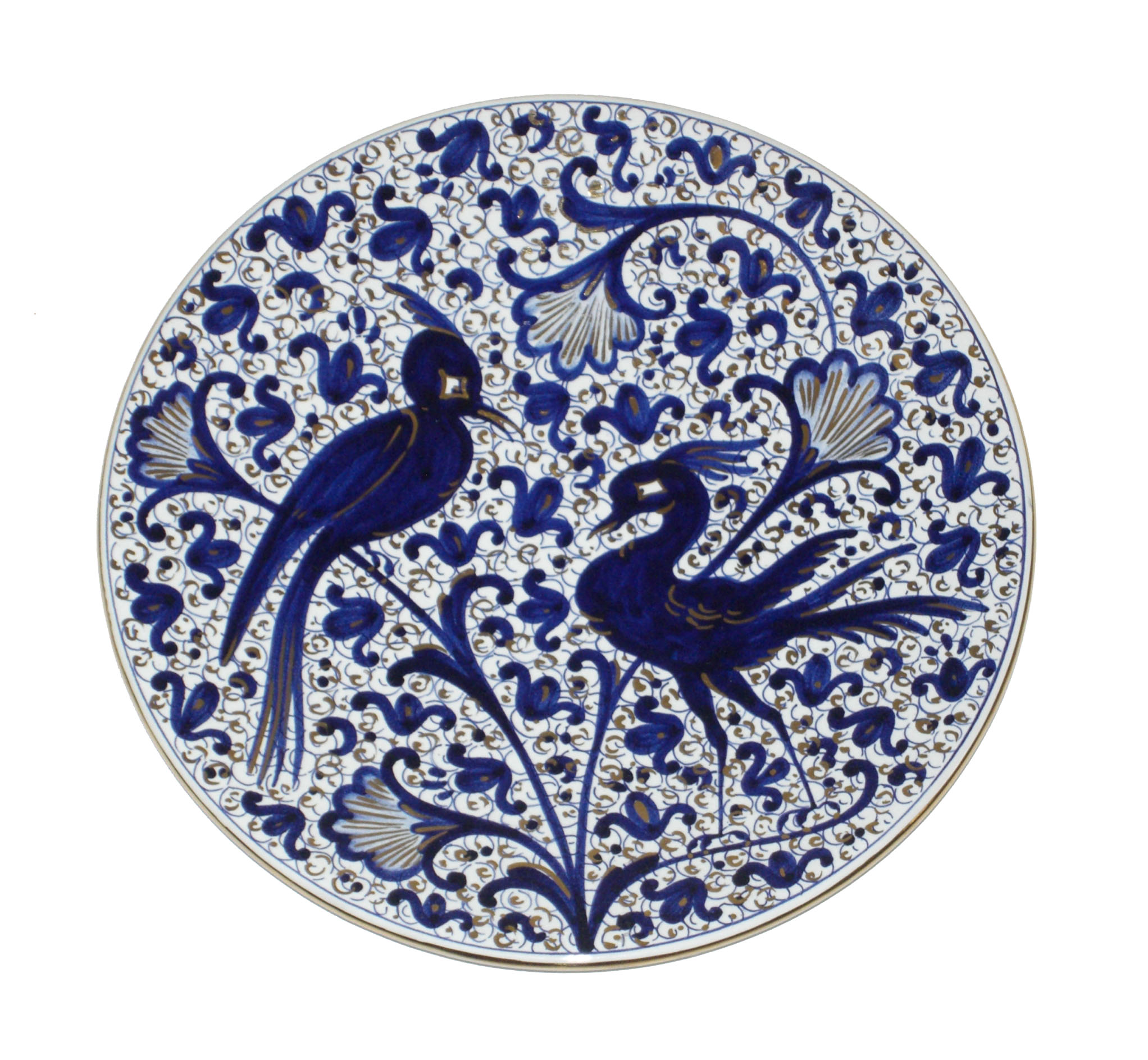
Farfurie în stil Melograno (rodie)
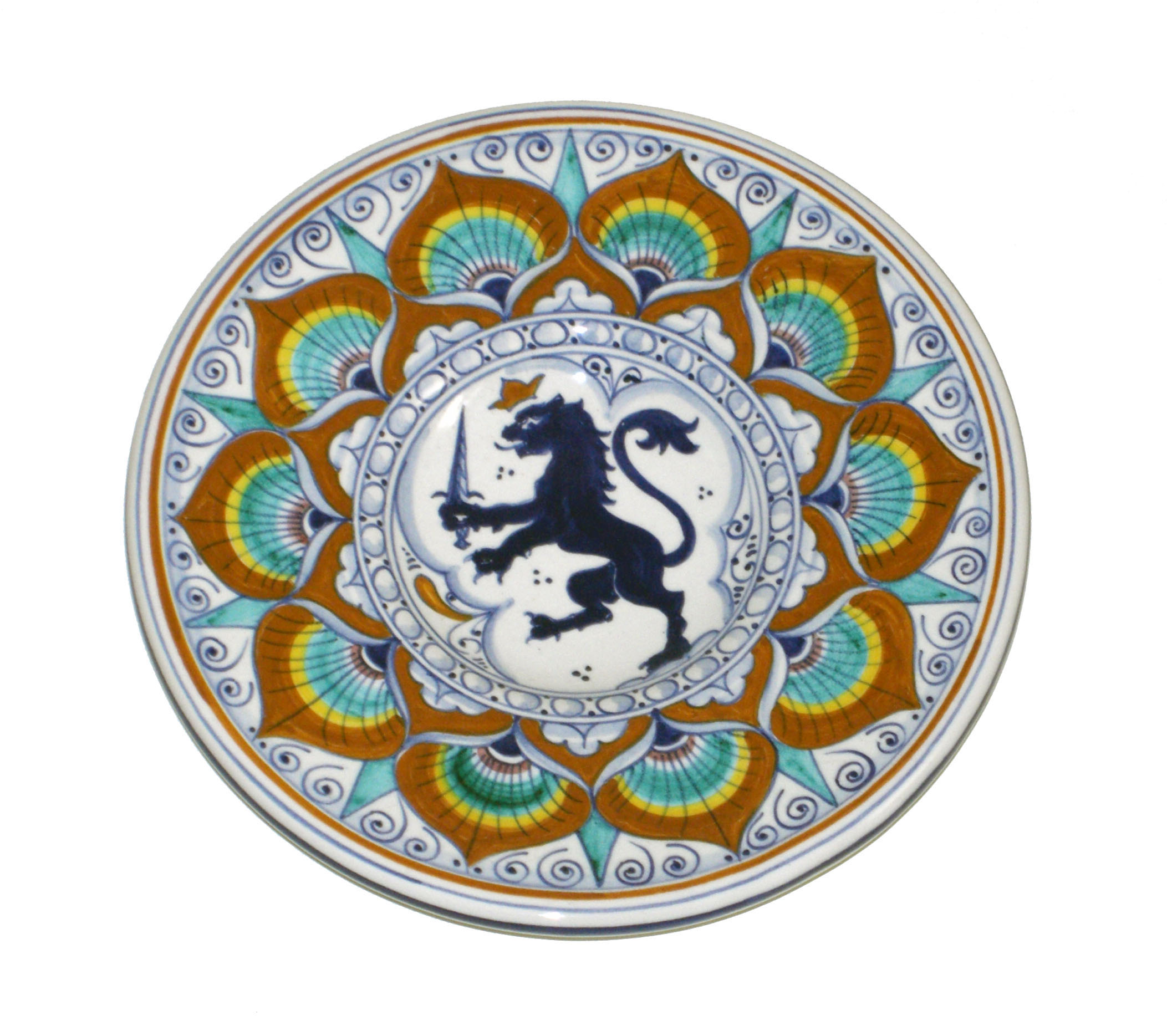
Farfurie în stil Penne di Pavone (păun)
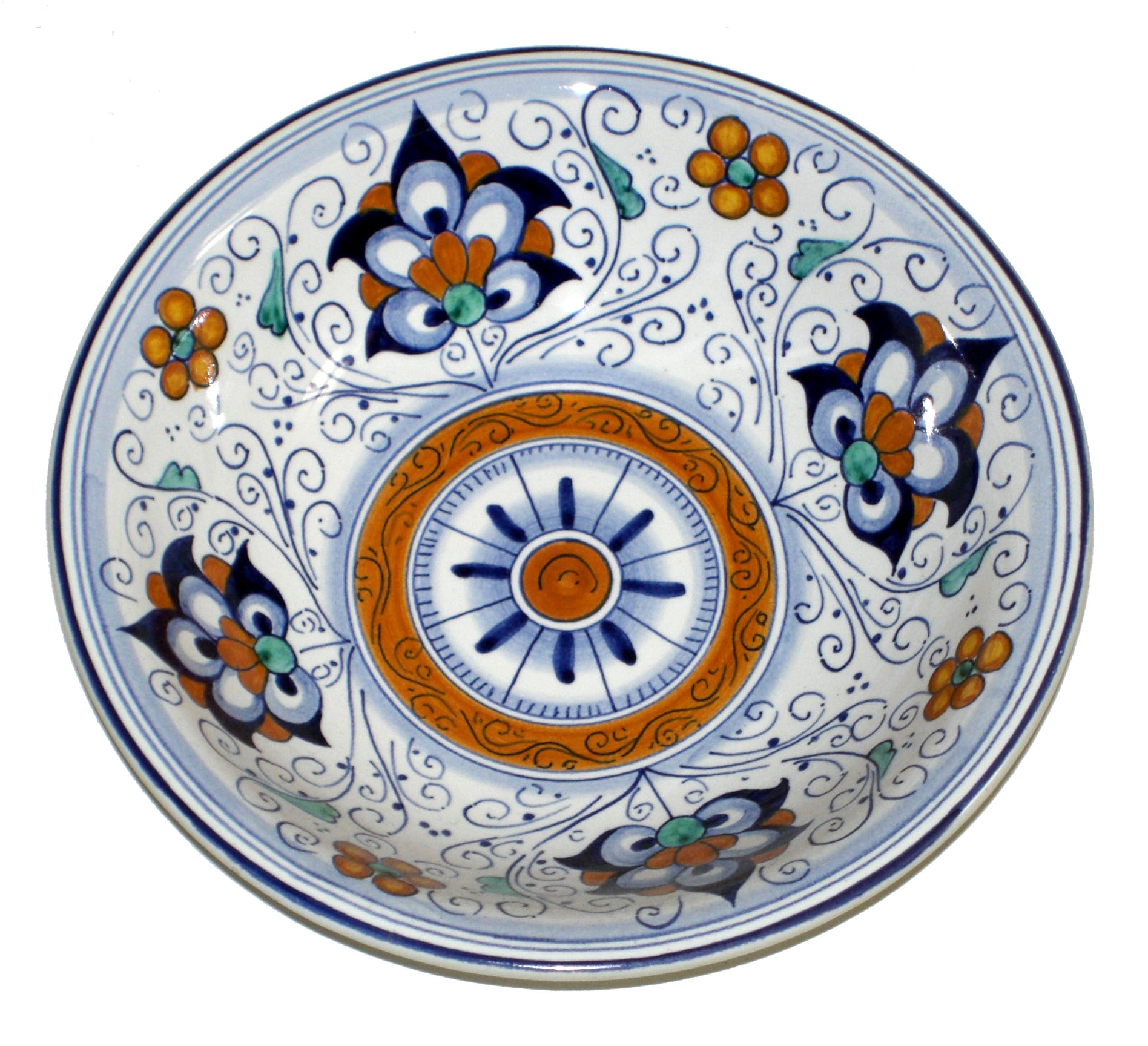
Muncă tradițională

În Faenza se află un muzeu internațional de ceramică. Muzeul prezintă piese din toată lumea și din toate timpurile, de la ampfore clasice până la opere de Chagall și Picasso, precum și o secție importantă din perioada renascentistă. 

## Personalități
- Laura Pausini (* 1974), cântăreață